# Бусы

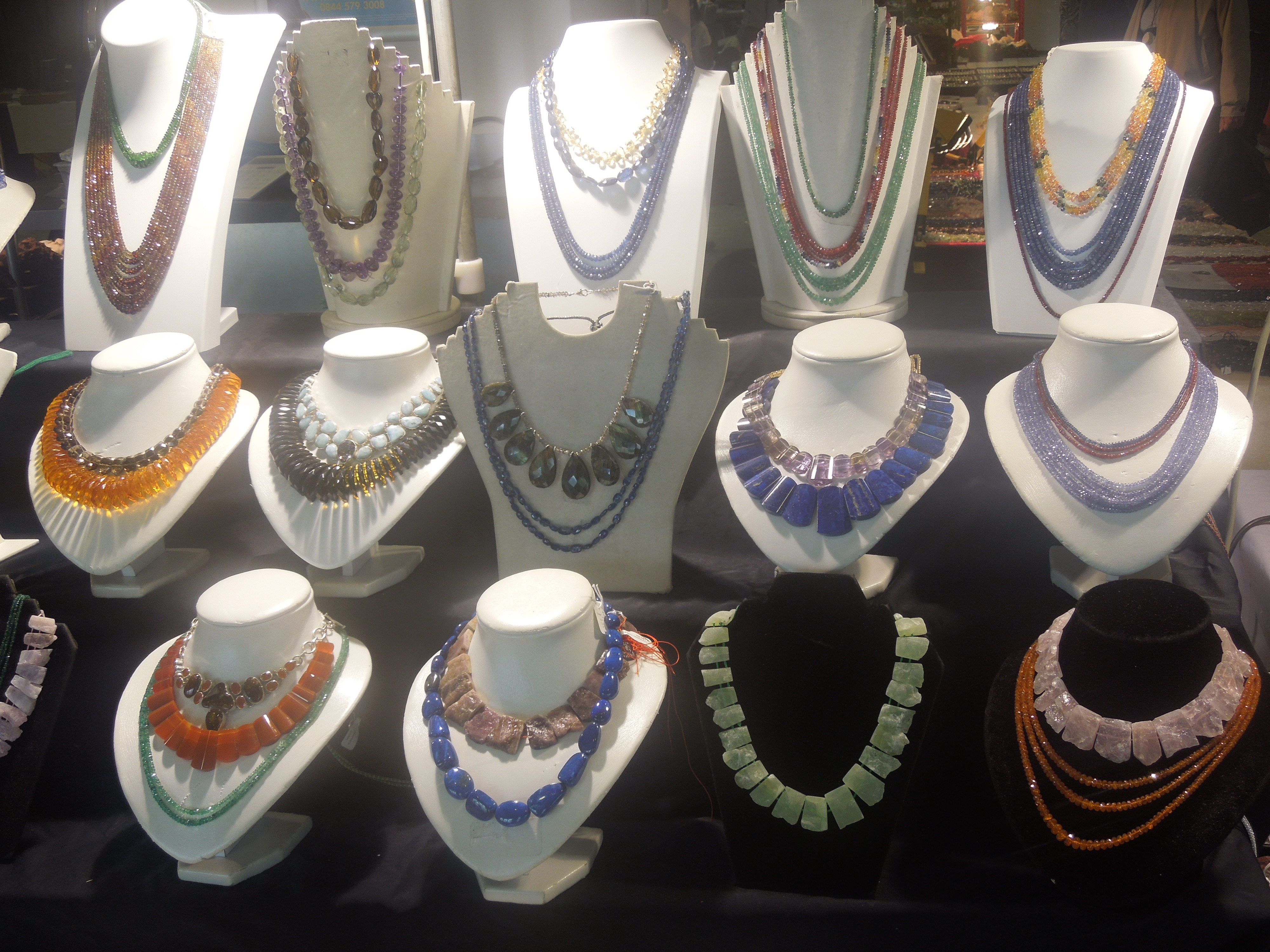
Бусы

Бусы — украшение, предмет роскоши. Нанизанные на нить камешки, жемчуг, небольшие округлые предметы — бусины. Бусы обычно надевают на шею, однако бывают бусы для рук и для ног. Также бусы иногда используют как ёлочные украшения.
Бусина — составной элемент большинства этнических украшений (бус, четок, и т. д.) шарообразной формы, иногда граненые, с отверстием по диаметру. Бусины могут быть изготовлены из различных материалов. Традиционно бусины изготавливались из древесины, янтаря и других природных материалов. Отдельную категорию составляют стеклянные бусины, как цельные, так и пустотелые. Пустотелые бусины могли заполняться белым воском, что придавало определённое сходство с жемчугом. В настоящее время бусины могут быть изготавливаться из полимерных материалов, стекла в технике Лэмпворк. Часто количество бусин в украшении играет сакральную роль.
Как альтернатива, пластиковые бусины могут быть наплавлены на нить в процессе производства. Бусины могут быть размером менее миллиметра, а могут быть диаметром более сантиметра или даже нескольких сантиметров. Стекло, пластик и камень, пожалуй, наиболее распространенные типы материалов, однако бусы также делают из кости, рогов, бивней, металла, ракушек, жемчужин, кораллов, драгоценных камней, окаменевшей смолы деревьев (янтарь), синтетических материалов, дерева, керамики, волокна, бумаги, зерен персидской сирени и других растений.

## История

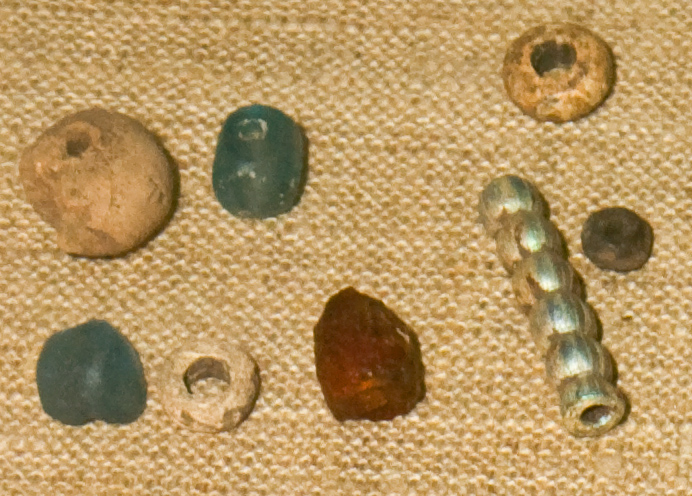
Бусы. Стекло, паста, янтарь. (VIII—IX век).
Археологические раскопки 1970-х годов, городище Камно (Камно, Псковская область).
Музей истории Санкт-Петербурга.

Бусы — одно из самых древних украшений. Три раковины моллюсков с перфорацией, найденные археологами в Израиле и Алжире, и изготовленные приблизительно 90 тыс. лет назад, считаются элементами первых ювелирных изделий, созданных человеком.
В 2007 году на востоке Марокко были найдены отдельные декорированные и перфорированные раковины, из которых, возможно, состояли бусы; их возраст — 82 тыс. лет.
В пещере Бломбос (ЮАР) были найдены более 40 раковин со следами окраски и следами, свидетельствующими об использовании в бусах возрастом в 75 тыс. лет. Кости, челюсти животных, человеческие черепа издревле навешивались на шею как трофеи побед (обычай этот до сих пор распространён среди дикарей).
В памятниках палеолита археологи находят просверленные кости, зубы, раковины и другие вещи, вероятно служившие к изготовлению ожерелий у первобытного человека. Позже появляются различного рода камешки с правильно округлённым отверстием, алебастр, янтарь, жемчуг и пр.
В бронзовый и железный века ожерелья употреблялись в форме металлических колец (попадаются и золотые, уже в конце неолита).
Предполагается, что один из редакторов «Повести временных лет» побывал в Ладоге и оставил самое древнее на Руси описание археологических находок, которое содержится в статье под 1114 годом: «Пришедшю ми в Ладогу, повѣдаша ми ладожане, яко сдѣ есть: „Егда будеть туча велика, находять дѣти наши глазкы стекляныи, и малы и великыи, провертаны, а другые подлѣ Волховъ беруть, еже выполоскываеть вода», от нихъ же взяхъ боле ста, суть же различь“». По мнению Д. С. Лихачёва, речь идёт о стеклянных бусинах, которые вымывались Волховом из древнейшего культурного слоя Старой Ладоги.